# Yogi Bear and the Magical Flight of the Spruce Goose
Yogi Bear and the Magical Flight of the Spruce Goose (no Brasil: Zé Colmeia e Seu Voo Mágico) é um filme feito para televisão produzido pela Hanna-Barbera como parte do espetáculo Hanna-Barbera Superstars 10, estrelando Zé Colmeia, Catatau e outros personagens do estúdio.

## Enredo
Zé Colmeia e seus amigos Catatau, Pepe Legal, Dom Pixote, Leão da Montanha, Bibo Pai e Bobi Filho entram a bordo por engano no famoso avião Spruce Goose. Durante o voo, Zé Colmeia e seus amigos escutam relatos de animais mantidos em cativeiro, então eles partem em uma ousada missão de resgate.

## Elencos de Dublagem

### Elenco estadunidense
- Daws Butler: Zé Colmeia, Bobi Filho, Dom Pixote, Pepe Legal, Leão da Montanha.
- Don Messick: Catatau, Mumbly
- Dave Coulier: Firkin
- Marilyn Schreffler: Bernice
- John Stephenson: Bibo Pai, Pelican
- Howard Morris: Fotógrafo, Sr. Peebles
- Frank Welker: Merkin
- Paul Winchell: Dread Baron

### Elenco brasileiro
- Older Cazarré: Zé Colmeia, Dom Pixote
- Flávio Dias: Catatau
- Nelson Batista: Dread Baron

## VHS
Em 28 de julho de 1988, Yogi Bear and the Magical Flight of the Spruce Goose foi lançado em VHS nos Estados Unidos. 

## Ligações Externas
- Yogi Bear and the Magical Flight of the Spruce Goose. no IMDb.
- The Big Cartoon Database – Movie Information and details.